# Environmentální značení
Pojem environmentální značení v nejširším pojetí zahrnuje všechny druhy značení (v grafické i písemné formě, tj. značky, loga, obrazce, prohlášení, popisky, firemní letáčky, bulletiny atd.), jež se nějak týkají životního prostředí. Takový rozsah sice dává smysl, už vzhledem k samotnému názvu, ale s přihlédnutím k účelu, pro který se pojem environmentální značení zavedl, je příliš široký a tím i zavádějící. Zahrnuje totiž i taková značení, jež nepoužívají přírodních motivů za účelem předání informací o vztahu označeného objektu k životnímu prostředí, ale z důvodů jiných, např. estetických, historických apod.
V odborné praxi se pod pojem environmentální značení zahrnují jen takové formy značení (grafické i písemné), z nichž vyplývají bližší informace o vztazích mezi označeným subjektem a životním prostředím. Často se pojem environmentální značení zužuje ještě více a rozumí se pouze ty druhy značení, jež definují normy dvacítkové dekády řady ISO 14000. Konkrétně se rozlišují tři typy:
- typ I, neboli  ekoznačení (podle ČSN ISO 14024:2000 Environmentální značky a prohlášení - Environmentální značení typu I - Zásady a postupy)

. Označeny mohou být výrobky, které splňují předem stanovená environmentální kritéria v rámci definované výrobkové kategorie a které jsou nezávisle ověřeny třetí stranou.
- typ II, tzv. "vlastní environmentální tvrzení" (podle ČSN ISO 14021:2000 Environmentální značky a prohlášení - Vlastní environmentální tvrzení (typ II environmentálního značení))

Nejobecnější ze všech, v podstatě jde o "zelenou reklamu". Je definováno jako „prohlášení, značka nebo obrazec poukazující na environmentální aspekt výrobku, součástky nebo obalu.“
- typ III, tzv. "environmentální prohlášení o produktu" (podle ČSN ISO 14025:2006 Environmentální značky a prohlášení - Environmentální prohlášení typu III - Zásady a postupy)

Často se pro něj používá zkratka EPD, z anglického "environmental product declaration". Je to soubor měřitelných informací o vlivu produktu (výrobku nebo služby) na životní prostředí v průběhu celého životního cyklu (např. spotřeba energií a vody, produkce odpadů, vliv na změnu klimatu, eutrofizaci, rozrušování ozonové vrstvy apod.). Tyto informace se zjišťují metodou analýzy životního cyklu (LCA) podle norem ČSN ISO 14040-49 a mohou být ještě doplněny různými dalšími údaji, jež jsou považovány za podstatné. Dokument s těmito údaji musí být veřejně přístupný a údaje v něm obsažené musí být ověřitelné. V podstatě tedy jde o podrobný průkaz produktu o jeho vlivu na životní prostředí.